# Banikoara (arrondissement)
Banikoara är ett arrondissement i kommunen Banikoara i Benin. Den hade 23 203 invånare år 2002.